# Волково (Бугарска)
Волково или Влково (буг. Вълково) је насељено место у општини Сандански у области Благоевград, Бугарска. Према попису из 2021. године било је 400 становника.
Према бугарском географу и историчару, Василу Канчову, у Волкову је 1900. године живело 190 Турака и 40 Словена хришћана. Године 1921. насељене су словенске избеглице из грчке Македоније и других крајева. Село се раније звало Вуксан.
На попису из 2011 у Волкову је било 410 становника.
| Национални састав према попису из 2011.‍ | Национални састав према попису из 2011.‍ | Национални састав према попису из 2011.‍ | Национални састав према попису из 2011.‍ | Национални састав према попису из 2011.‍ |
| --------------------------------------- | --------------------------------------- | --------------------------------------- | --------------------------------------- | --------------------------------------- |
|                                         |                                         |                                         |                                         |                                         |
| Бугари                                  | Бугари                                  |                                         | 225                                     | 54,9%                                   |
| Турци                                   | Турци                                   |                                         | 3                                       | 0,7%                                    |
| непознато                               | непознато                               |                                         | 181                                     | 44,1%                                   |